# DB série 103
 (janvier 2022).
Si vous disposez d'ouvrages ou d'articles de référence ou si vous connaissez des sites web de qualité traitant du thème abordé ici, merci de compléter l'article en donnant les références utiles à sa vérifiabilité et en les liant à la section « Notes et références ».
La série 103 est une série de locomotives électriques exploitées par la Deutsche Bundesbahn (Allemagne). Elles ont longtemps été perçues comme la série phare du matériel roulant de la DB.

## Développement
Pendant les décennies suivant la Seconde Guerre mondiale, la Deutsche Bundesbahn s'était focalisée sur l'achat d'un grand nombre de locomotives électriques standardisées. Le but était de promouvoir le programme d'électrification et de remplacer les anciens types de locomotives électriques. Dans ce cadre, une vitesse maximale de 160 km/h paraissait suffisante. Avec la croissance économique s'accentuait la concurrence avec les autres modes de transports, en particulier l'automobile.
Pendant les années 1950, des études ont été réalisées en vue de renforcer les locomotives d'avant-guerre de la série E 19 pour obtenir une vitesse maximale de 180 km/h, mais l'agencement technique était obsolète et le système de freinage n'était pas jugé assez efficace. Les exigences ont été revues, portant sur une vitesse maximale de 200 km/h, combinée à une configuration d'essieux Co'Co' pour limiter la charge à l'essieu à 18 tonnes. Des éléments de la nouvelle série, tels que les bogies à grande vitesse, ont été essayés sur des locomotives existantes de la série E 10.

## Prototypes
Quatre prototypes ont été achevés en 1965. Ils ont été présentés au public à la Internationale Verkehrsausstellung (foire internationale des transports) à Munich en juin 1965 en tant que série E 03 (série 103.0 après la mise en œuvre du nouveau système de numérotation). Pendant des marches de démonstration vers Augsbourg, elles ont régulièrement atteint 200 km/h. Ces expériences ont montré que la puissance installée de 5 950 kW continue (6 420 kW unihoraire) n'était pas suffisante. En complément de moteurs de traction plus puissants, le transformateur a aussi été renforcé pour les machines de série.

## La série
La première machine de série immatriculée class 103.1 a été mise en service le 27 mai 1970. La DB prévoyait de créer un nouveau système InterCity avec des liaisons rapides en première classe entre les principales villes allemandes à l'automne 1971 ; en conséquence, la fiche de spécifications de la série 103.1 prévoyait d'être capable de tirer un train de 400 tonnes à 200 km/h. Avec un total de 145 unités, la série 103.1 est devenue la colonne vertébrale de la traction sur les lignes Trans-Europ-Express et InterCity allemandes.
À partir de la 103-216, la caisse de la locomotive a été allongée de 700 mm pour donner plus d'espace dans la cabine de conduite.
En plus des habituels Sifa et PZB, la série 103 a aussi été équipée du LZB comme système de sécurité additionnel pour les vitesses supérieures à 160 km/h. Cet Automatische Fahr- und Bremssteuerung (AFB) (contrôle automatique de la vitesse et du freinage) gardait automatiquement constante la vitesse du train quelle que soit la vitesse choisie.

## Service
Lors de l'inauguration du nouveau système InterCity, seules quelques lignes avaient été améliorées pour une vitesse maximale de 200 km/h, et le nécessaire agrément gouvernemental pour des vitesses supérieures à 160 km/h manquait alors. La série 103 n'atteignait donc pas sa vitesse maximale en service régulier les premières années. Un accident a en outre retardé la mise en service à vitesse maximale en service régulier : le 21 juillet 1971, l'AFB de la 103-106 a été suspecté d'être responsable de l'accélération incontrôlée d'un train, causant un déraillement avec 23 morts et 121 blessés.
À son lancement en 1979, le système InterCity a été modifié avec l'introduction de la seconde classe, ce qui l'a rendu très populaire. À cette époque, la vitesse de 200 km/h a été autorisée sur les lignes adaptées, les problèmes techniques ayant été résolus. La série 103 faisait alors face à son principal défi avec la traction de trains de 600 tonnes à ces vitesses élevées.
Jusqu'en 1987 (mise en service de la série 120), la série 103 avait un quasi-monopole pour les trains à vitesse élevée en Allemagne. Vers le début des années 1990, leur utilisation intensive a causé un nombre croissant d'incidents. Cette tendance a été intensifiée par le fait que la DB avait réduit la maintenance de manière significative.

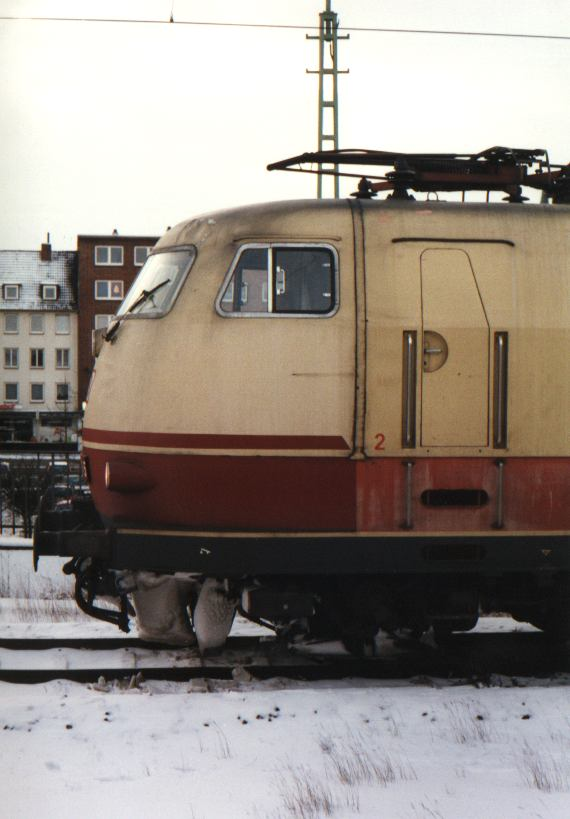
Extrémité de la 103-133, encore en livrée TEE

À l'arrivée des premiers InterCityExpress mis en service en 1989, la série 103 a perdu son statut de série phare. Du fait de son usure, la DB a décidé de remplacer la série 103 par la nouvelle série 101, qui est entrée en service en 1996. Les années suivantes, la série 103 a été déclassée à des tâches subalternes, mais comme la conception de la série n'était pas prévue pour des arrêts fréquents, l'usure s'est accélérée. Après un bref retour en 1998, alors que les InterCityExpress étaient temporairement retirés du service après l'accident d'Eschede, les dernières machines de la série 103 ont été retirées du service régulier vers 2003.

## Divers
- Un total de 17 machines de la série 103 a été préservé, avec au moins cinq unités encore en état de marche. Deux font encore partie du parc de la DB et sont fréquemment utilisées pour des marches d'essais.
- Avec une puissance unihoraire de 10 400 ch, la série 103 appartient au club des plus puissantes locomotives électriques conventionnelles qui aient été construites dans le monde.
- Le 14 juin 1985, la 103-118 a atteint la vitesse de 283 km/h.
- Le record de kilométrage mensuel pour un engin a été atteint en juin 1972 avec 50 250 km.

## Galerie photo

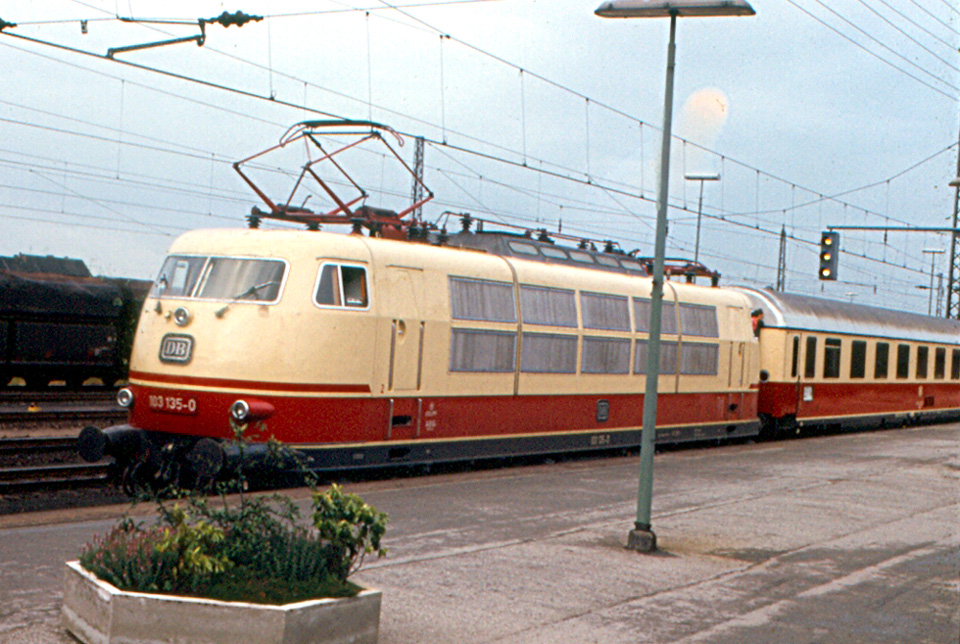
Livrée TEE avec train assorti
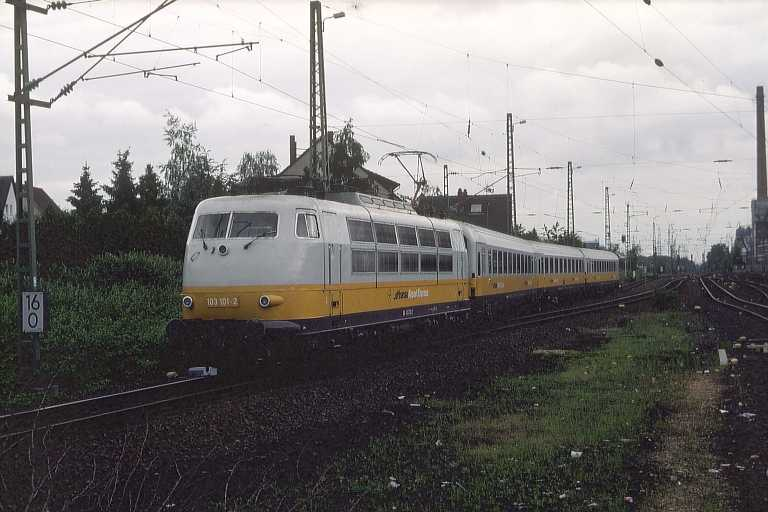
Livrée jaune du Lufthansa Airport Express.
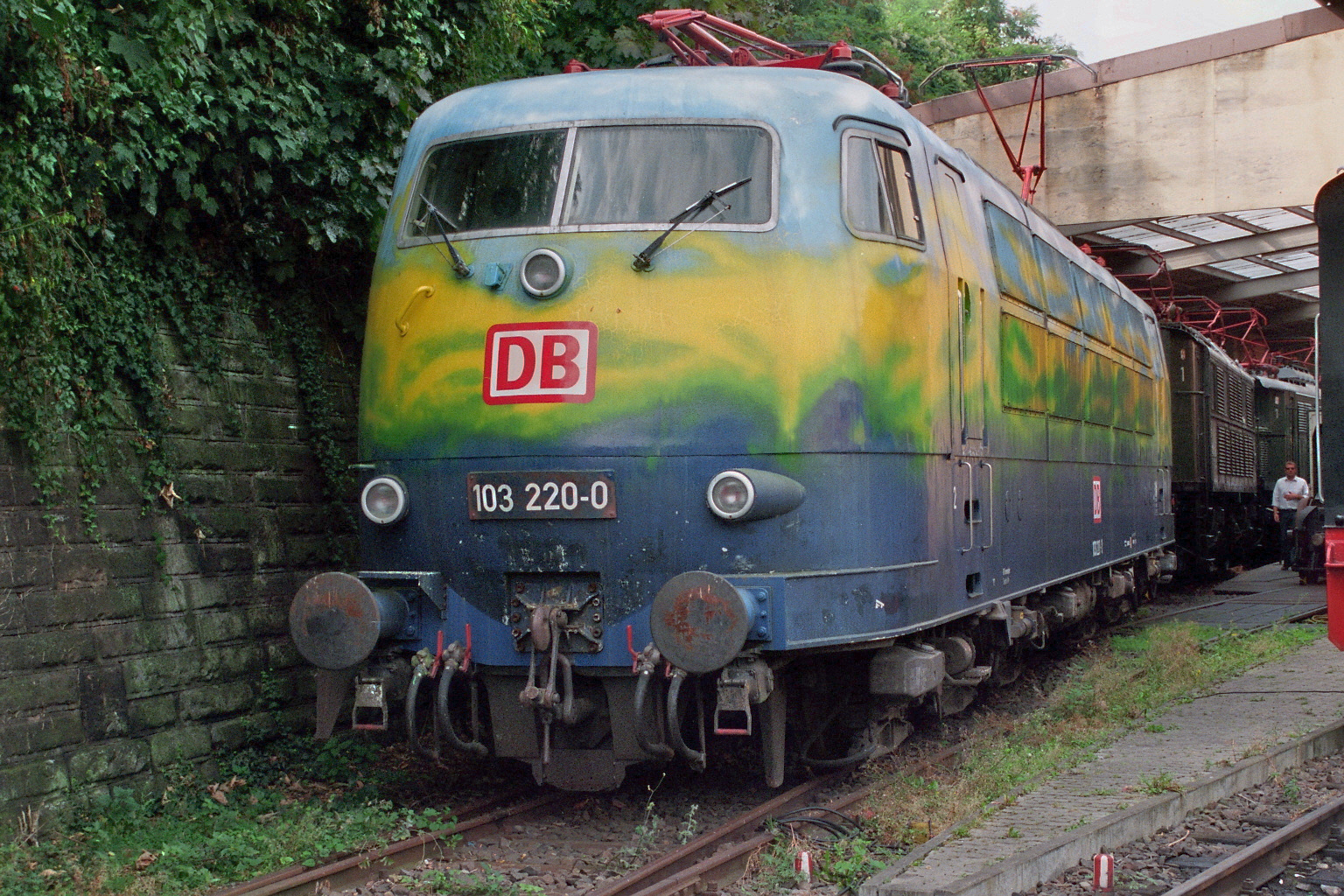
103-220 au musée ferroviaire de Neustadt.
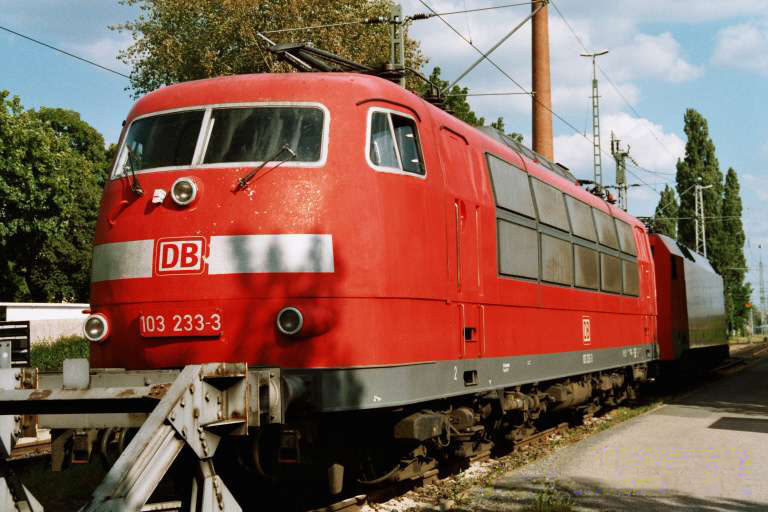
103-233 en livrée rouge.
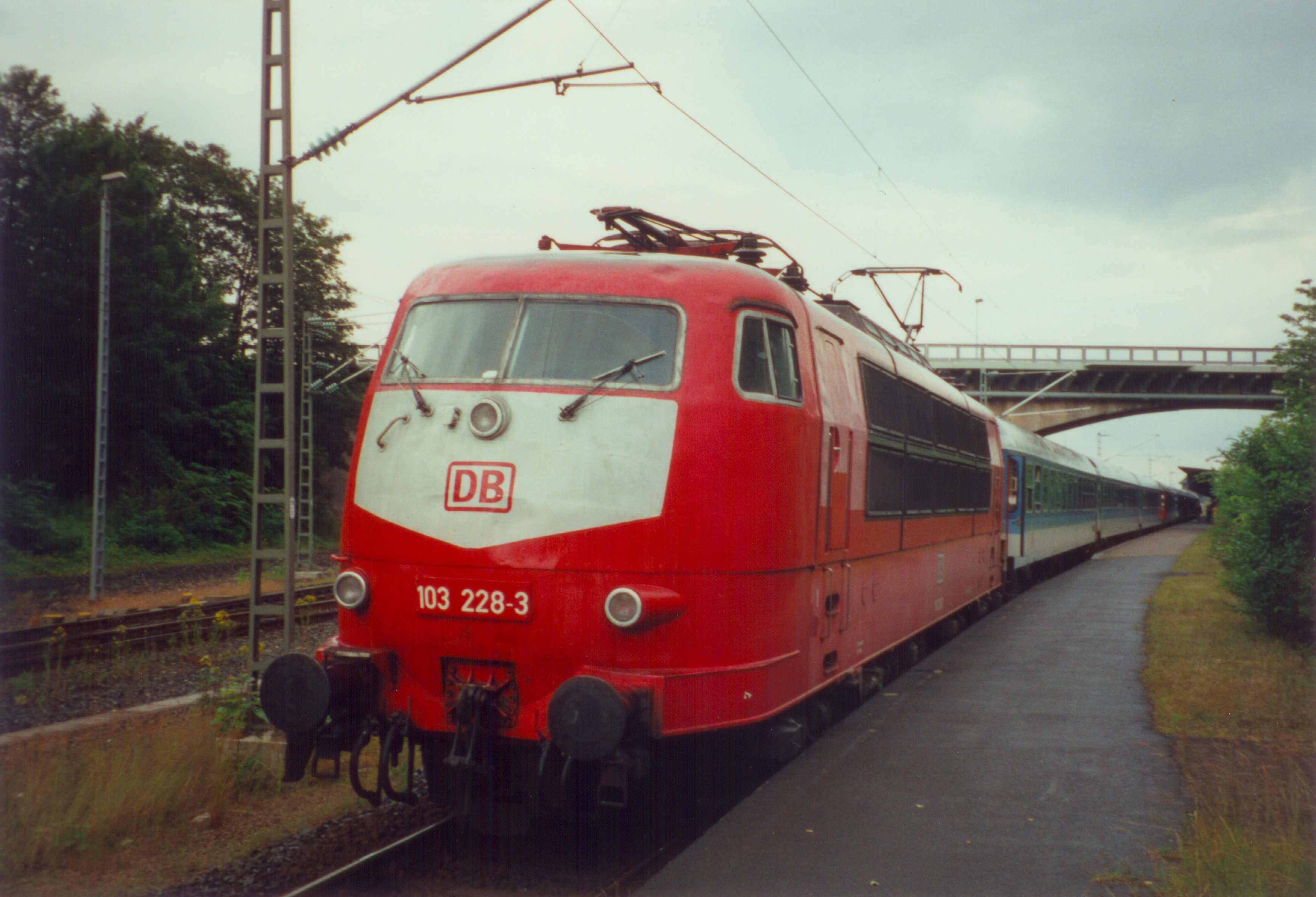
Livrée rouge à bavette blanche.
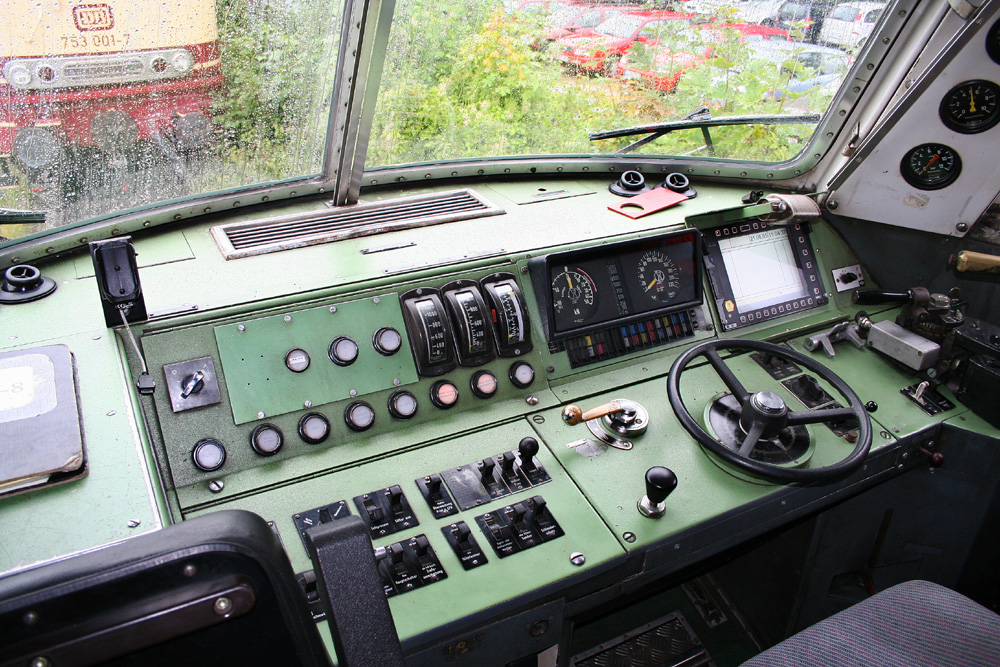
Pupitre de commande.
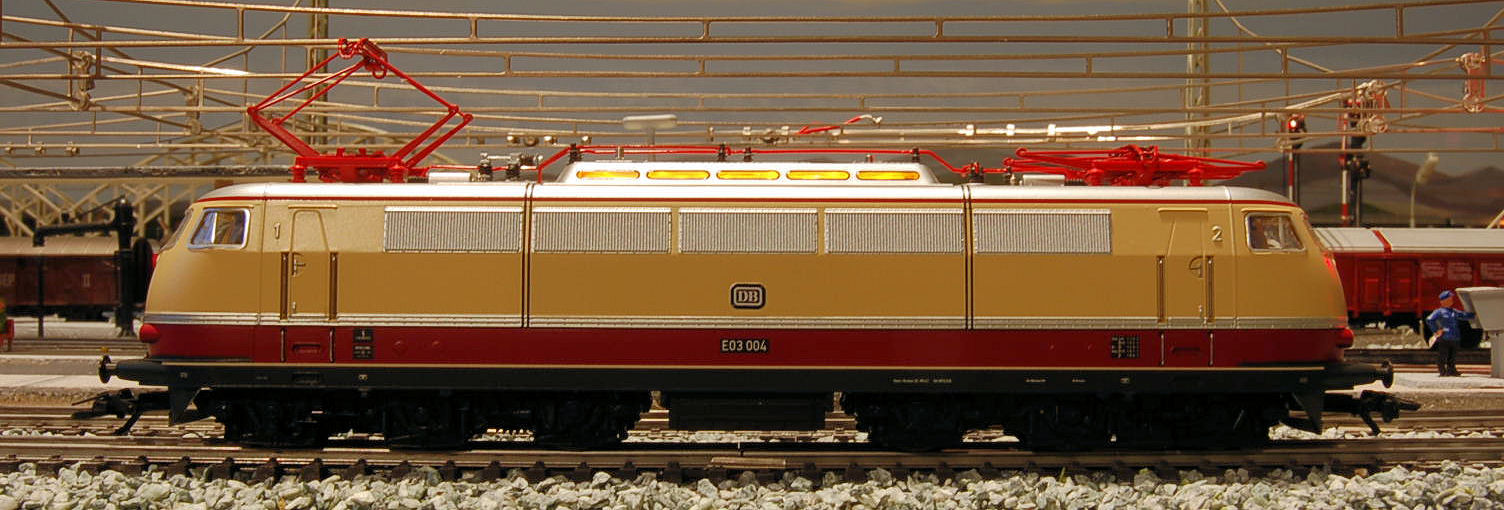
Modèle réduit de Märklin.